# Roni Calderon
Roni Calderon ou Aharon Calderon, (en hébreu : רוני קלדרון), né le 5 février 1952 à Tel Aviv, est un footballeur international israélien. Il évoluait au poste de milieu de terrain offensif.

## Biographie
Formé à l'Hapoël Tel-Aviv, Roni Calderon y fait ses débuts à 15 ans et remporte à 17 ans le championnat d'Israël en 1969. Il est alors considéré comme l'un des meilleurs joueurs du pays, ce qui lui vaut d'être recruté par l'Ajax Amsterdam de Rinus Michels, où il ne parvient cependant pas à percer en équipe première.
Obligé de rentrer en Israël pour ses obligations militaires en 1971, il retrouve l'Hapoël Tel-Aviv et devient à 19 ans le plus jeune international de l'histoire de sa sélection. Il y rassemble en quelques mois neuf sélections pour un but marqué.
En 1973, il retente sa chance en Europe, d'abord au Feyenoord Rotterdam où il ne joue pas plus qu'à l'Ajax, puis au Paris FC, où il dispute que deux matchs de championnat de France en 1974. Il commence alors à connaître des soucis de comportement extra-sportif. Il retourne à l'Hapoël Tel-Aviv, puis joue pour l'Hapoël Ramat Gan en 1975-1976 . Son bilan à l'Hapoël Tel-Aviv sur les trois périodes serait de 59 matchs et 4 buts.
Il sera rattrapé dans les années 1980 pour des histoires de trafic de drogue. Arrêté à Los Angeles en 1982, il est extradé en Israël où il est condamné à sept ans de prison, réduits à trois en appel. Il s'échappe en 1985 et part au Brésil, où il est de nouveau arrêté et condamné cette fois à 32 ans de prison. Il s'échappe de nouveau en 1994. En 2002, la chaîne israélienne Sports Channel révèle qu'il vit caché au Brésil.

## Palmarès
- Champion d'Israël en 1969 avec l'Hapoël Tel-Aviv